# Maurice Borrmans
Maurice Borrmans (1925. – 2017.), francuski katolički svećenik, misionar i arabist

## Životopis
Rodio se i školovao u Francuskoj. God. 1949. pridružio se Družbi afričkih misionara (Bijeli oci) koja se uz dijaloško kršćansko svjedočenje bavi proučavanjem arapske kulture i islama. Nakon doktorata na Sorbonni u Parizu poglavari su ga kao svećenika rasporedili na djelovanje u Alžiru i Tunisu, zatim u Rim za profesora na Papinskom institutu za proučavanje arabistike i islama (PISAI) gdje je od 1975. do 2004. uređivao i časopis Islamochristiana te bio vrlo aktivan član Papinskog vijeća za međureligijski dijalog. Od 1963. do 2011. objavio jedanaest knjiga na francuskom s područja dijaloga kršćana i muslimana. Pisao je i na talijanskom. Od njegovih djela na hrvatski su prevedena dva: Smjernice za dijalog između kršćana i muslimana (Zagreb: Glas Koncila, 1984.) i Islam i kršćanstvo. Putovi dijaloga (Sarajevo: Napredak, 2010.) te Što kršćani trebaju znati o muslimanima radi međusobnog poštovanja? (KBF u Sarajevu i Glas Koncila, Zagreb, 2019., preveo prof.emeritus Mato Zovkić), prijevod izdanja ABC per capire i Musulmani (Torino: Edizioni San Paolo, 2007.).